# Per-Inge Bengtsson
Per-Inge Bengtsson (n. 29 octombrie 1958, Karlstad, Comitatul Värmland, Suedia) este un caiacist ce a reprezentat Suedia, medaliat olimpic. A participat la două ediții ale Jocurilor Olimpice (1984, 1988) în care a câștigat două medalii de argint.